# Phrynosoma modestum
Phrynosoma modestum är en ödleart som beskrevs av  Girard 1852. Phrynosoma modestum ingår i släktet paddleguaner och familjen Phrynosomatidae. IUCN kategoriserar arten globalt som livskraftig. Inga underarter finns listade i Catalogue of Life.
Denna paddleguan förekommer i södra USA och fram till centrala Mexiko. Den lever i låglandet och i bergstrakter upp till 2200 meter över havet. Arten vistas i öknar, halvöknar och andra torra landskap med glest fördelad växtlighet i form av buskar, gräs och enstaka ek. Boet grävs själv eller paddleguanen övertar boet från en gnagare. Även äggen göms i jordhålor.